# Ioan Dragalina
Ioan Dragalina, uneori ortografiat Ion Dragalina (n. 16 decembrie 1860, Caransebeș, Imperiul Austriac – d. 9 noiembrie 1916, București, România) a fost un general român, care a murit eroic în luptele din Valea Jiului în Primul Război Mondial.

## Biografie
S-a născut în Caransebeș (pe atunci provincie din  Austro-Ungaria) ca descendent al unei vechi familii de grăniceri din Banat. Tatăl său, Alexandru Dragalina, fusese ofițer în armata imperială austriacă, de unde demisionase în 1859. Părinții săi s-au mutat în România, unde tatăl său a devenit administrator (staroste) al ținuturilor de graniță. Deoarece mama sa, Marta Lazaroni, voia să nască în casa părintească, cei doi soți au revenit la Caransebeș, unde s-a născut primul din cei patru copii, Ioan.
Ion Dragalina a studiat școala primară din orașul natal și școala de cadeți din Timișoara. Și-a continuat studiile militare la Academia Militară Tereziană de la Viena (1884), fiind încadrat în armata austro-ungară. În paralel a absolvit și Școala de ingineri geodezi. În 1886 s-a căsătorit cu Elena Giurgincă. Au avut împreună șase copii: doi băieți (Corneliu - născut în 1887 și Virgiliu - născut în 1890) și patru fete (Aurora, Elena, Cornelia și Viorica).
În 1887 Ioan Dragalina a demisionat din armata austro-ungară și s-a mutat în România, unde a fost încadrat în Armata Română cu gradul de sublocotenent. Regatul României aderase în 1883 la Tripla Alianță și era aliat al Austro-Ungariei. Dragalina a avansat pe scara ierarhică: căpitan (1893), maior (1899), locotenent-colonel (1908). În perioada 1908-1911, lt.col. Ioan Dragalina a fost comandant al Școlii Militare de Infanterie din București. La începerea Primului Război Mondial avea gradul de general de brigadă și comanda Comandamentul 3 teritorial. Pentru meritele dovedite în ridicarea nivelului științific al școlii, pentru ordinea și disciplina instituită în învățământul militar, Ioan Dragalina este decorat cu Ordinul Steaua României, clasa V-a.
În aprilie 1911 Ioan Dragalina este avansat colonel și numit comandant al Regimentului 34 din Constanța. În această perioadă a fost decorat cu Ordinul Coroana României, clasa IV-a. În anul 1915 este avansat la gradul de general de brigadă. În perioada neutralității României (1914-1916) s-a ocupat cu realizarea de lucrări de fortificații pe Valea Prahovei.  
În anul 1916, înainte ca România să intre în Primul Război Mondial de partea Antantei, Dragalina a fost numit comandant al Diviziei I de Infanterie, aflată la Turnu Severin. Trupele diviziei acopereau o distanță mare din frontiera de vest a României, de la izvoarele Argeșului până la Calafat. Divizia sa a luptat cu curaj, în august 1916, la Orșova și pe valea râului Cerna. După ce a atacat în dimineața zilei de 15 august 1916 la Porțile de Fier, trupele române aflate sub comanda generalului Dragalina au reușit, la 19 august, să ocupe culmile muntoase Alion, Ozion și Drănic, eliberând în zilele următoare orașul Orșova. Ofensiva germano-austro-ungară a fost stopată până la începutul lunii octombrie, Divizia I reușind să-și mențină pozițiile. 
Ca urmare a declanșării unei masive ofensive germane și austro-ungare în Valea Jiului (conduse de generalul Paul von Kneussl), în dimineața zilei de 11/24 octombrie 1916 generalul Dragalina primește ordin să se deplaseze la Craiova, unde este numit în funcția de comandant al Armatei I. Decide să ducă lupta în munți, stabilind începerea ofensivei la 14 octombrie. În ordinul de zi din 11 octombrie 1916, generalul Dragalina face apel la curajul și onoarea de român a fiecărui soldat: 
„Ofițeri și soldați ai Armatei I-a române, din acest moment am luat comanda armatei și cer imperios la toți, de la General la soldat: în primul rând apărarea cu viața a sfântului pământ al țării noastre, apărarea vetrei strămoșești, a ogorului și a cinstei numelui de român. Cer la toți cea mai deplină ascultare și cea mai strictă executare a ordinelor. Trupa care nu înaintează, să moară pe loc.”
În dimineața zilei de 12 octombrie 1916 generalul Dragalina ia o mașină, un șofer și doi ofițeri (colonelul Toma Dumitrescu și maiorul Constantin Miltiade) și pleacă personal în Valea Jiului, în recunoaștere, pentru a vorbi cu comandanții aflați în primele linii, deoarece legăturile cu unitățile înaintate erau întrerupte. Ajunge în primele linii și trece podul din apropierea Mănăstirii Lainici, unde s-a spovedit și s-a împărtășit. La întoarcere, podul este cuprins într-un schimb de focuri. Mașina trece în viteză pe pod prin ploaia de gloanțe, dar câteva gloanțe își ating ținta. Generalul este rănit de două gloanțe în brațul stâng și în omoplat. 
Mașina reușește să ajungă în tabăra română, iar Dragalina este transportat de urgență la postul sanitar din Gura Sadului, unde este bandajat, iar rana îi este curățată. Este dus apoi la Târgu Jiu și în aceeași zi la Craiova, unde doctorii constată că este necesară amputarea brațului. Marele Cartier General ordonă printr-o telegramă ca generalul Dragalina să fie transportat de urgență la Spitalul Militar de la Palatul Regal din București. Este urcat în tren, dar din cauza aglomerației de pe calea ferată rana i se infectează. Trenul ajunge la București abia în seara zilei de 13 octombrie; i se dezinfectează rana, i se scoate glontele din omoplat, iar brațul îi este pus în ghips. Pe patul de spital, regele Ferdinand I al României îi conferă Ordinul Mihai Viteazul. La 16 octombrie 1916 i-a fost amputat brațul stâng. Deși starea sa începuse să se îmbunătățească, spre seară se declanșează septicemia. Moare în seara zilei de 24 octombrie/9 noiembrie 1916. 
A fost decorat cu Ordinul „Mihai Viteazul”, clasa III, pentru modul cum a condus Divizia 1 Infanterie și Armata 1 în Campania anului 1916, fiind unul dintre primii generali decorați cu acest ordin, alături de generalii Constantin Prezan, Eremia Grigorescu și Paraschiv Vasilescu.
„Pentru repetate acte de vitejie și destoinicie în conducerea trupelor.”
Înalt Decret no. 3027 din 14 octombrie 1916:p. 60
Prin felul său de a fi, generalul Ioan Dragalina era stimat și iubit de subordonații săi. Acest fapt se desprinde și din versurile ce i-au fost dedicate după moartea sa, de unul dintre ei: "Pe când ordinul  acesta de zi ni se citește,/ Viteazul în inspecții pe defileu pornește / Dar vai! de dup-o stâncă un foc de mitraliere / Dușmane îl încadrează zdrobindu-i cu putere/ Și brațul stâng și-un umăr, Atacul se începe/ Eroul "Moș" din patu-i, conduce cum pricepe/ Cu sânge rece lupta, iar pilda lui ne mână/ Și sufletul și pașii, Cu furie păgână / Am năvălit în dușman, pe moșul răzbunarăm /  Victorie deplină prin el o căpătarăm / Dar...ce folos!...Noi veseli de fructele culese / Aflarăm cu durere că "moșul se stinsese".(Serafin Ionescu, "Povestea lui Moș Drăgălina" în  "Cultul eroilor noștri", iv, nr.11-12, p.17, București, 1923.  
"Cine l-a cunoscut în viață a rămas puternic impresionat de puterea personalității sale. Era de o statură înaltă și avea o înfățișare frumoasă, înfățișarea clasică a bănățeanului voinic. Ochii lui mari și negri păreau a căuta mai întâi ce e mai bun și mai nobil în ființa omenească, de aceea s-a și putut apropia sufletește de cei pe care-i conducea. Sunt cuvintele rostite de cei care l-au cunoscut pe generalul Ion Drăgălina". (Locotenent- colonel Liviu Groza, Grănicerii bănățeni, Editura Militată, București, 1893, p. 154).  
Slujba de înmormântare este oficiată la Biserica Albă din București, în prezența regelui Ferdinand, a principelui Carol (viitorul rege Carol al II-lea) și a numeroși oameni politici: Ion I.C. Brătianu (prim-ministrul României), Vintilă I.C. Brătianu (ministrul de război), Barbu Ștefănescu-Delavrancea, Mihail Cantacuzino (ministrul justiției), Take Ionescu (ministrul de externe), Henry Catargi (mareșalul Palatului), generali și atașați militari străini în România. Este înmormântat în Cimitirul Eroilor (Bellu Militar).

## Familie
Generalul Ioan Dragalina este tatăl viitorului general român Corneliu Dragalina (1887-1949), născut, de asemenea, la Caransebeș și al comandorului de marină Virgil Dragalina.
Fiica Viorica a fost condamnată de autoritățile comuniste la cinci ani de închisoare pentru uneltire contra securității statului român, pentru simplul fapt că studia filozofia lui Rudolf Steiner.

## Cinstirea memoriei sale

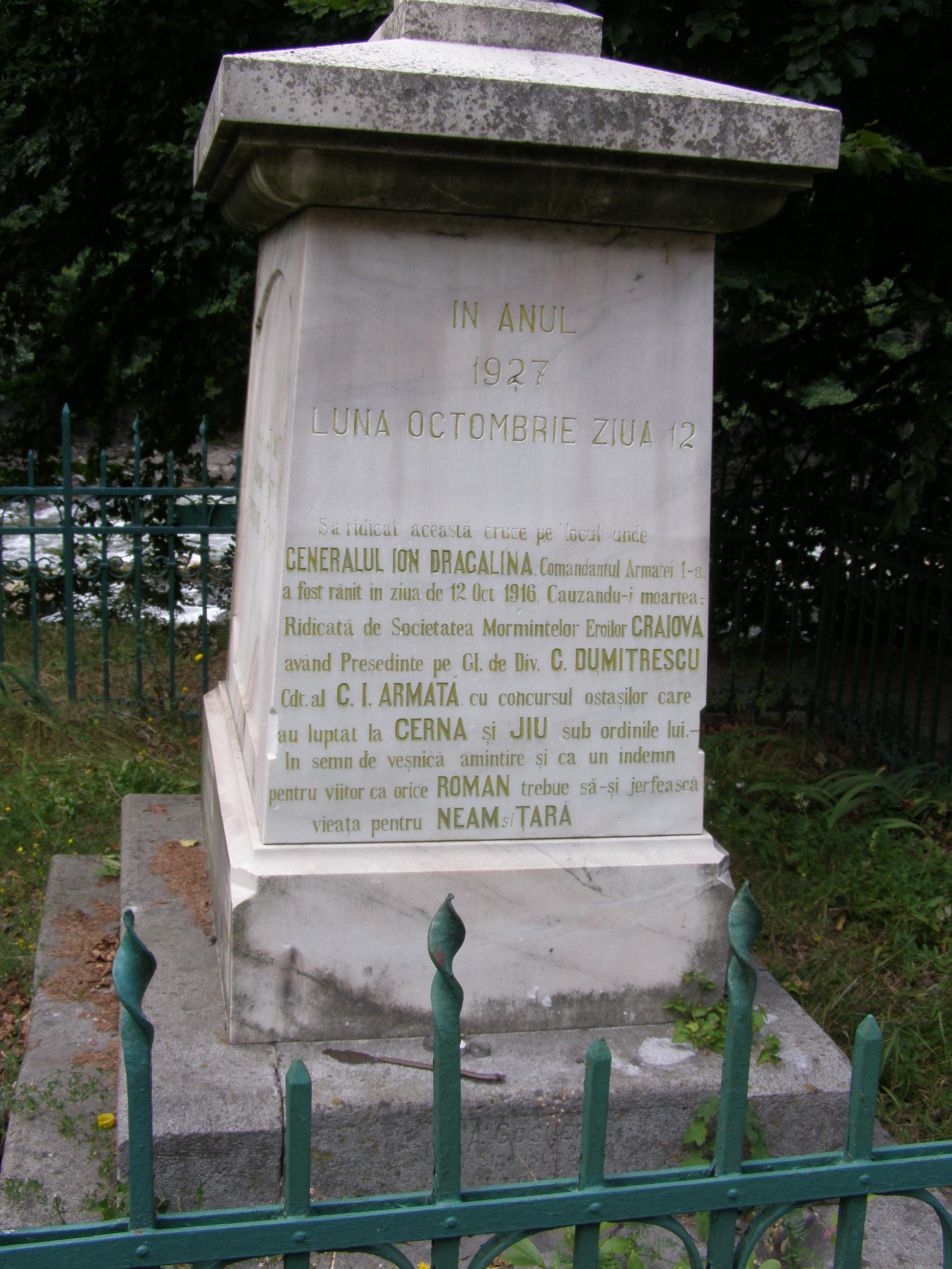
Monumentul ridicat în 1927 în Valea Jiului pe locul unde a fost rănit generalul Dragalina.

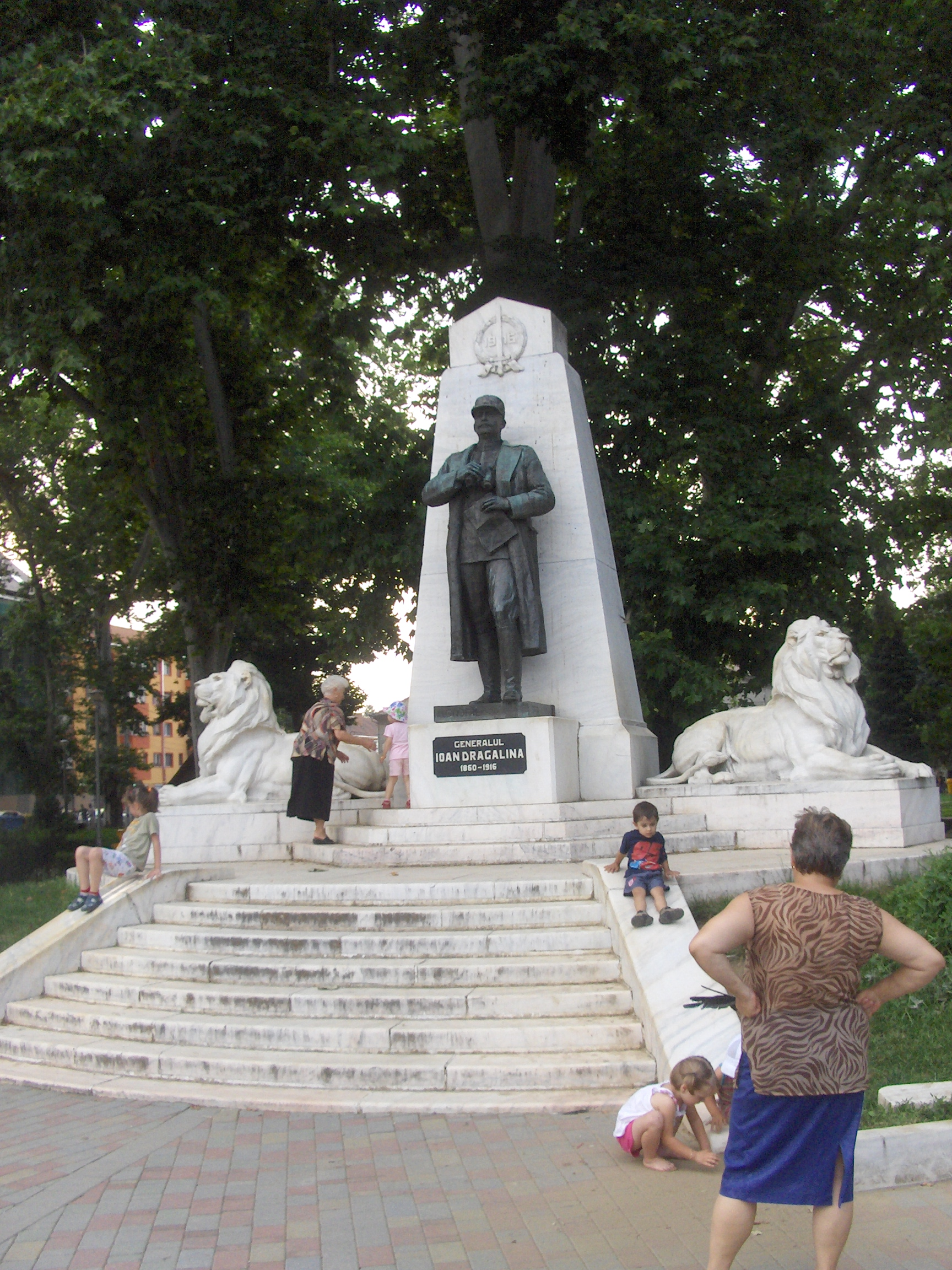
Monumentul generalului Dragalina la Caransebeș

În anul 1924, un sat din județul Călărași a primit denumirea de Dragalina.
De asemenea și liceul din Oravița, județul Caraș- Severin, cu o perioadă de întrerupere, îi poartă numele generalului Ion Dragalina din 1919 până în zilele noastre. Denumirea de “Dragalina” a primit-o si un satuc din judetul Botosani, care dupa spusele batranilor Dragalina a trecut si pe acolo
Pentru a cinsti eroismul său, i s-au înălțat mai multe monumente:
- un monument în formă de cruce - amplasat în Valea Jiului, pe locul unde a fost rănit generalul Dragalina, dezvelit la 12 octombrie 1927.
- o statuie din bronz - amplasată în fața Cazarmei grănicerești din Parcul „Gen. Ioan Dragalina” din municipiul Caransebeș, realizată de sculptorul Mihai Onofrei și dezvelită la 3 iunie 1943 (este inclusă pe Lista monumentelor istorice din județul Caraș-Severin cu codul CS-III-m-B-11239).
- un bust de bronz - amplasat în municipiul Lugoj, realizat de sculptorul Spiridon Georgescu (este inclus pe Lista monumentelor istorice din județul Timiș cu codul TM-III-m-B-06322).
- un bust din bronz pe un soclu din marmura - amplasat pe platoul din fața Mausoleului de la Mărășești, realizat de sculptorul Iulian Coruț în 1993.
- un bust din bronz cu soclu de marmură - amplasat în fata Bisericii "Sf. Mihail și Gavril" din comuna Dragalina, județul Călărași

Pe peretele casei generalului Dragalina din Caransebeș (str. Ardealului nr. 6) a fost amplasată o plachetă comemorativă. Străzi din multe localități ale României îi poartă numele.

## Decorații
- Ordinul „Mihai Viteazul”, clasa III, 14 octombrie 1916[3]:p. 60